# Другово (община)
Община Другово (мак. Општина Другово) — община в Північній Македонії. Адміністративний центр — село Другово. Розташована на заході  Македонії, Південно-Західний статистично-економічний регіон, з населенням 3 249 мешканців. Загальна площа общини 383,24 км².